# جنابه
جَنٌابه یا جَنٌابا نام قدیم بندر گناوه در استان بوشهر بوده‌است.

علی الظاهر شهری بوده‌است بسیار قدیمی و کهنه در ولایت ارجان در فارس قدیم. اولین کسی که توصیفی از خود شهر به دست می‌دهد مقدسی است او می‌نویسد «بازارها در کوچه‌ها قرار دارند و مسجد جامع در مرکز آبادی است. آب آشامیدنی از چاه‌های آغشته به نمک و آب‌انبارها تأمین می‌شود.» اصطخری فقط به‌طور کلی می‌گوید جنابه بزرگتر از مهروبان و بندرگاهی است برای بقیهٔ فارس.

پارچه‌های جنابی را که اسم شهر بر آن است از نظر صادرات فارس مهم می‌شمارند. اهمیت این موضع از لحاظ کشتیرانی از آنجا روشن می‌شود که فهرست‌های قدیم‌تر توقف‌گاه‌ها ارتباط با شیراز یعنی مرکز سرزمین فارس را فقط در مورد این شهر و سیراف به دقت تعیین می‌کنند. گذشته از کشتیرانی گویا کشتی‌سازی هم در آنجا رواج داشته‌است. در طی قیام‌های قرمطیان که بعضی از پیشوایان آنها مانند ابوسعید و ابوطاهر قرمطی خود از جنابه برخاسته‌بودند، متضرر شد. یاقوت حموی و زکریای قزوینی  شهر را کوچک ذکر می‌کنند و ابوالفداء آن را تقریباً به کلی ویرانه می‌خواند.